# Amigdoscalpellum manum
Amigdoscalpellum manum is een rankpootkreeftensoort uit de familie van de Scalpellidae. De wetenschappelijke naam van de soort is voor het eerst geldig gepubliceerd in 1973 door Zevina.